# Карлинское нефтяное месторождение
Карлинское месторождение нефти расположено в Гафурийском районе республики Башкортостан в 25 км к северо-востоку от г. Стерлитамак. Открыто в 1941 г. Месторождение приурочено к линейно вытянутой антиклинальной складке. Нефть содержится в слоистых трещинноватых известняках, из которых сложен свод антиклинали.
Месторождение эксплуатировалось до конца 1960 года, после чего было законсервировано. За 30 лет консервации давление в месторождении восстановилось и произошло гравитационное разделение нефти и воды. В 1993 году были расконсервированы три скважины, из которых был получен приток безводной нефти. Исследования этого эффекта позволили начать повторную эксплуатацию и на других месторождениях.
Гидрографическая сеть в районе месторождения представлена р. Белой (течёт на северо-восток) и ее правым притоком р. Зиган (течёт на северо-запад).
В пределах месторождения существует шоссейная дорога от д. Карлы до г. Красноусольска, которая соединяется с автомагистралью Уфа-Оренбург.